# Пастушок-голоок синьошкірий
Пастушок-голоок синьошкірий (Gymnocrex rosenbergii) — вид журавлеподібних птахів родини пастушкових (Rallidae). Ендемік Індонезії.

## Поширення
Вид поширений на острові Сулавесі та сусідніх островах Бутон і Пеленг. Живе переважно в густих, вологих низинних лісах, він також трапляється на покинутих рисових полях. Віддає перевагу місцевостям з густим підліском з невеликих дерев, пальм, ротанга і бамбука, поблизу струмків і ставків. Його спостерігали на різних висотах, але найчастіше трапляється на висоті від 150 до 900 м.

## Опис
Птах має короткі крила, довгі ноги та міцні пальці з гострими кігтями. Тіло завдовжки до 30 см. Вид легко впізнати за яскраво-синьою плямою голої шкіри навколо очей. Цей синій колір виділяється на тлі пурпурно-коричневого кольору верхньої частини тіла та чорного кольору верхньої частини голови, хвоста та нижньої частини тіла. Самці і самки мають схожий зовнішній вигляд.